# Commanderie de Temple-sur-Lot

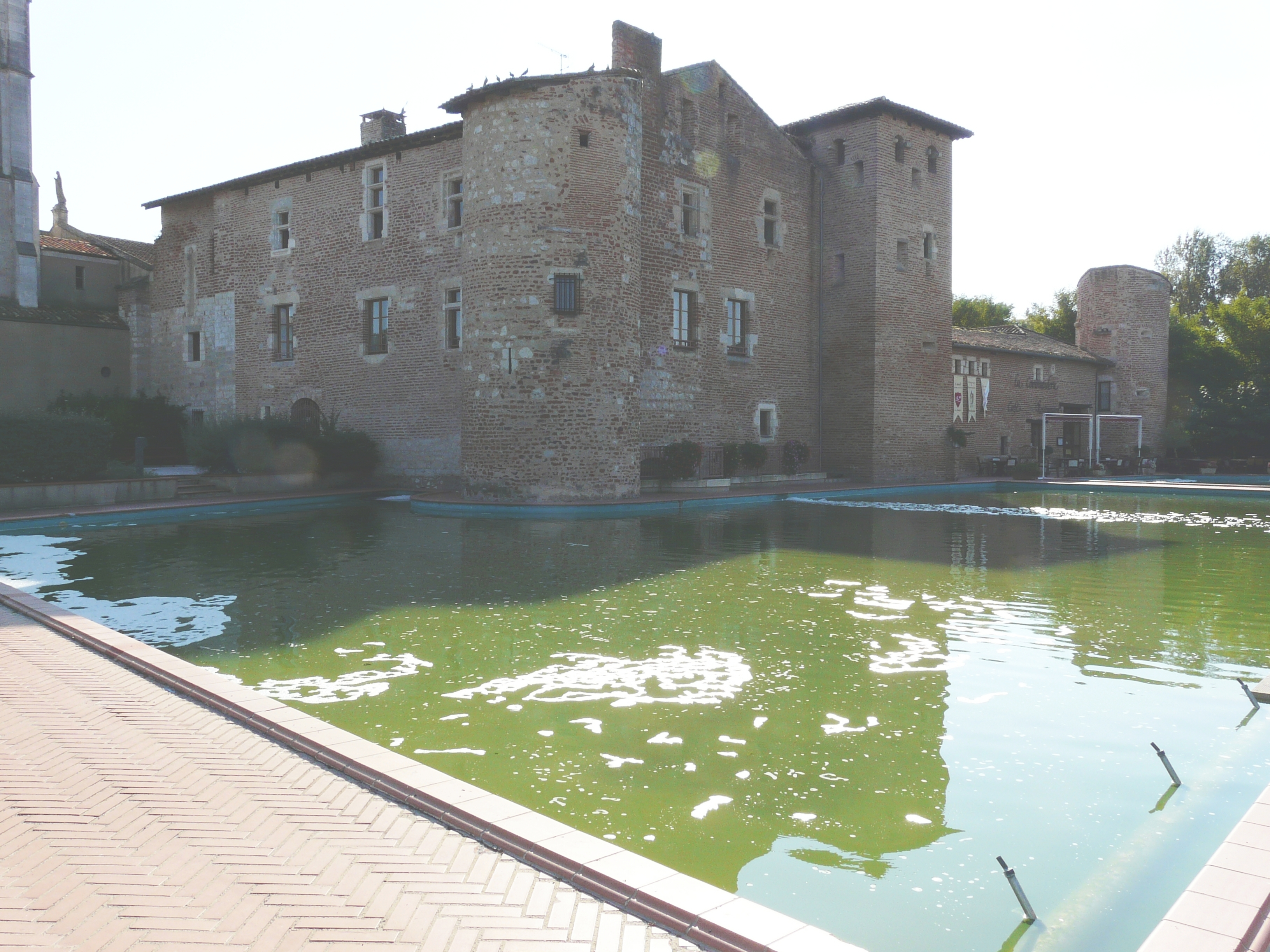
Commanderie du Temple-sur-Lot en 2008

La commanderie de Temple-sur-Lot ou Commanderie de Brulhes, Temple du Breuil ou encore Temple d'Agen se situe dans le département de Lot-et-Garonne à une vingtaine de kilomètres à l'ouest de Villeneuve-sur-Lot, en bordure du Lot, commune de Temple-sur-Lot.

## Historique
L'ordre du Temple a été fondé à Jérusalem, en 1118, par Hugues de Payns et quelques chevaliers, près du temple de Jérusalem. Le concile de Troyes entraîna la rédaction de la règle de l'Ordre inspirée de la règle de saint Benoît appliquée par les cisterciens et de la règle de saint Augustin du chapitre de l'ordre canonial régulier du Saint-Sépulcre. L'ordre est reconnu par le pape Innocent II par la bulle Omne datum optimum a été fulminée le 29 mars 1139. Leur costume était un habit blanc auquel le pape Eugène III a ajouté une croix rouge en 1146.
Les Templiers s'établirent d'abord à Agen pendant l'épiscopat d'Hélie de Castillon, évêque d'Agen entre 1149 et 1182, probablement vers 1154. Ils s'installèrent dans la maison dite de Sainte-Quitterie d'Agen, près de la porte Sainte-Quitterie. Le premier commandeur d'Agen serait Jourdain de la Contraria en 1161 ou plutôt en 1175.  La commanderie aurait été fondée à la suite d'un don de Rainfroid Ier de Montpezat.
Dès que le Temple de Bruhles fut achevé sur les bords du Lot, à la fin du XIIe siècle,,  les maîtres de l'ordre établis à Agen y déplacèrent assez rapidement le siège de leur commanderie. Le premier bâtiment a un plan rectangulaire. Il est construit en pierre de taille, divisé par un mur de refend longitudinal.
Après la construction du château du Temple, des constructions vinrent s'établir autour. Aussi, au XIIIe siècle, les maîtres de la commanderie choisirent-ils d'établir une bastide par une charte de paréage dont on ne connaît pas la date, passée entre le roi et le commandeur du Temple. Le roi se chargea d'établir les fortifications contre la moitié de leur basse juridiction et différents autres droits. La muraille de la bastide s'est élevée malgré les protestations du seigneur de Montpezat qui prétendait avoir des droits sur les lieux.
Le 5 mai 1288, le seigneur Guillaume Amanieu de Castelmoron-sur-Lot  s'est rendu au temple de Brulhes pour se dessaisir en faveur de l'ordre du Temple de la seigneurie qu'il avait sur une partie du territoire des Templiers, du droit de péage qu'il prélevait sur terre et sur l'eau, de l'impôt de passage sur le Lot qu'il prélevait pour moitié avec le monastère de Fongrave, plus des dîmes sur des chapelles.
L'importance des biens reçus par le Temple de Brulhes vont amener leurs commandeurs à réclamer pour eux la succession des maîtres de la baillie d'Agen. Le Grand-maître du prieuré de Toulouse va choisir de transmettre ce titre au commandeur de Castelsarrasin.
La maison-mère de l'Ordre dans le sud de la France était le grand prieuré de Saint-Gilles dont dépendaient de nombreuses « commanderies hospitalières », y compris celle de l'Agenais.
Les Templiers avaient de nombreux biens en Agenais, en plus de la Maison Sainte-Quitterie d'Agen et du Temple de Brulhes : la forteresse de Sainte-Foy-de-Jérusalem près de Pont-du-Casse dont il reste l'église Sainte-Foy-de-Jérusalem, à Sauvagnas, à Golfech, à Saint-Sulpice-de-Rivalède, sur les bords de la Lède, à Saint-Jean-de-l'Herm (sur le territoire de Villeneuve-sur-Lot), à Port-Sainte-Marie où il reste l'église Saint-Vincent-du-Temple, le château de Bedat, près d'Agen et le château de Gavaudun que l'évêque de Périgueux, Jean Ier d'Assida, a assiégé puis rasé en 1160.
En 1309, toutes les possessions de l'ordre en Gascogne et en Guyenne sont saisies par le pape Clément V. Il en a d'abord confié la garde à l'évêque d'Agen, Bernard de Farges, puis au roi Philippe le Bel. Le concile de Vienne, en 1312, trancha pour transmettre les biens des Templiers aux Hospitaliers de l'Ordre de Saint-Jean de Jérusalem, sauf l'église de Port-Sainte-Marie.
Le bâtiment est incendié dans les dernières décennies de la guerre de Cent Ans. Un nouveau bâtiment est construit en brique entre 1485 et 1510. Un premier logis avec tour d'angle est construit à l'est. Puis il est doublé côté ouest avec une tour hors œuvre servant d'escalier à vis. Les fenêtres, les portes et les cheminées doivent dater de la fin du XVe siècle ou du début du XVIe siècle. Ils ont probablement été faits avant le rattachement de la commanderie de Brulhes à celle de La Cavalerie. Une enceinte fortifiée par des tours et munie de canonnières datant du XVIe ou XVIIe siècle ferme la cour.
Entre 1506 et 1650, le Temple de Brulhes et la Maison d'Agen sont réunis à La Cavalerie. 
La commandeur d'Agen et celui du Temple de Brulhes avaient de nombreux biens qui pouvaient donner lieu à des contestations. On voit ainsi Honorat de Savoie, seigneur de Montpezat faire un procès au commandeur au sujet de Dominipech, jusqu'en 1557, les consuls d'Agen engageaient en 1533 un long procès avec les Hospitaliers concernant leurs biens dans le quartier de Sainte-Quitterie et autour qu'ils voulaient taxer. Ce procès n'a pris fin qu'en 1608 au profit des droits des Hospitaliers.
L'éloignement des commandeurs avait entraîné leurs vassaux à ne plus respecter leurs droits. Quand le commandeur Denys de Polastron de la Hillière, ambassadeur de l'Ordre auprès du Saint-Siège, visita la commanderie de l'Agenais, il vit que les paysans chassaient sur ses terres comme s'ils en étaient les seigneurs. Tentant de rétablir l'ordre, il se heurta à leur révolte. Il fit alors appel au roi. Le roi Louis XIII fit placer des panneaux fleurdelisés sur les terres de la commanderie de Brulhes par Jean Rigal, commandeur de Goutz.
En 1650, la commanderie du Temple de Brulhes est rétablie. Les commandeurs du Temple de Brulhes « jouissaient d'une sorte de suprématie sur les maisons de l'Ordre de la contrée ». On lui a adjoint l'hôpital de Sauvagnas. L'église Sainte-Quitterie d'Agen étant abandonnée, le commandeur de La Cavalerie conclut un accord avec les pénitents gris d'Agen en 1601 pour leur en donner la jouissance tout en conservant la propriété. Cet accord a été dénoncé par les pénitents gris en 1633. L'église Sainte-Quitterie d'Agen a alors été abandonnée pendant plus d'un siècle. L'église Sainte-Quitterie, le cloître et la tour ont été détruits par l'évêque d'Agen en 1753 pour y construire une Maison du Refuge pour recevoir les filles de mauvaise vie de la ville et de la province. Le commandeur passa un bail pour l'enclos de Sainte-Quitterie au profit de l'évêque d'Agen le 17 juillet 1755. L'enclos Sainte-Quitterie est resté possession des Hospitaliers jusqu'à la Révolution.
La commanderie est inscrite à l'inventaire des monuments historiques depuis le 26 mai 1952.

### Commandeurs de la baillie (templiers)
| Maître                                        | Période de maîtrise | Commentaires |
| --------------------------------------------- | ------------------- | --- |
| Commandeurs de la baillie de Brulhes (Breuil) |                     | |
| fr. Guillaume de Cantamerle                   | 1267                | (la): Guillelmus de Cantamerle 26 février 1267: « ? » Commandeur de Monricols (1255) Commandeur de Golfech (1269, 1270, 1277-1278) |
| fr. Raymond de Cantamerle                     | 1281                | (la): Raimundus de Cantamerle Commandeur de Bruhles (1268, 1281), |
| fr. Ripert du Puy                             | 1284                | (la): Ripertus de Podio, del Pug 1284: « commandayre de las mayos [de la cavalaria] del Temple entre Garona et Dordonha » Commandeur de Richerenches (1284) Commandeur de Saint-Gilles (1287-89) Commandeur de Montfrin (1289) Tenant lieu de maître de la province de Provence (1292) |
| fr. Bertrand de la Selve                      | 1288-1290           | (la): Bertrandus de la Selva, de Silva (fr): Bertrand de la Seauve, Bernard[sic] de la Selva 1289: « fratri Bertrando de Silva preceptori dictorum domorum inter Garonam et Dordoniam » 1290: « comandaire del Temple de Brulhs e de las autras mayos del Temple que son entre Guarona e Dordonha » Reçu vers 1280 à Montpellier par Roncelin de Fos Commandeur du Puy-en-Velay (1291) Commandeur du Ruou (1307) |
| fr. Guillaume Bernard de Laymont              | 1298                | (la): Guillelmus Bernardus de Laymonte (fr): Bernard de Léaumont, de Leymont Commandeur de Saint-Léon (1281, 1284), Commandeur de Toulouse (1293, 1297) Commandeur d'Agen (1298), Commandeur de Golfech (1292, 1300) |

1. ↑  Possessions templières situées entre la Dordogne et la Garonne, au nord d'Agen (Chaumié 1931, p. 283-284). Ne pas confondre avec la baillie d'Argentens, possessions templières dans l'Agenais mais au sud de la Garonne
2. ↑  Monique Sieuzac l'inclut dans les commandeur de l'Agenais[14]. Cette année-là, il est commandeur de Bruhles d'après Antoine du Bourg et Émile-Guillaume Léonard[15] donc des commanderies situées entre la Dordogne et la Garonne, pas des possessions du Temple sous la Garonne qui dépendaient d'Argentens
3. ↑  Impossible de déterminer sans les dates précises des chartes  s'il était commandeur de Richerenches avant de devenir commandeur de cette baillie ou après.
4. ↑  La locution latine correspondante est « Locum tenens ». Il ne s'agit pas d'un lieutenant au sens actuel de ce terme qui correspond un subordonné permanent chargé de certaines tâches (le compagnon). Le Tenant lieu, toujours un templier avec un rang moins important, prenait ce titre durant l'absence du titulaire ou actait comme tel en attendant la nomination d'un nouveau dignitaire à la suite d'un décès par exemple. Il arrivait aussi que le dignitaire soit mandaté pour une mission particulière à l'extérieur de sa province, convoqué à un chapitre général de l'ordre ou tout simplement absent car il a dû se rendre au couvent de l'ordre en Orient.
5. ↑  L'hypothèse que son nom latin Selva / Silva se rapporte à La Seauve a été proposée par Augustin Chassaing (Chassaing 1882, p. XIX). Jacqueline Chaumié (Chaumié 1931, p. 284) et Monique Sieuzac (Sieuzac 2007, p. 108), qui reprend strictement les informations de madame Chaumié, lui ont donné le prénom de Bernard mais les chartes de 1289-90 semblent montrer que son prénom est en fait Bertrand (Léonard 1930, p. 88) (Chaumié 1931, p. 291), cf. les commentaires. Antoine du Bourg lui donne également comme prénom Bertrand (Bourg 1883, p. 349) et Jacqueline Chaumié parle de Bertrand de La Selve lorsqu'elle mentionne le document qui montre qu'il était déjà commandeur de Brulhes en mars 1288 (Chaumié 1933, p. 156).